# إم بي إي جي - 4
MPEG-4 صيغة امتداد لضغط الفيديو والصوت بجودة عالية. اتفق دولياً على شفرة MPEG-4 في سنة 1998م بعد أن قام فريق من الخبراء في شركة اي بي ام بتطوير هذه الصيغة، وقد أصبحت الآن واسعة الاستخدام في الإنترنت.